# Pentila nunu
Pentila nunu är en fjärilsart som beskrevs av Karsch 1893. Pentila nunu ingår i släktet Pentila och familjen juvelvingar. Inga underarter finns listade i Catalogue of Life.